# Jean Brisebarre
Jean Brisebarre, ou Jean de Césarée, mort entre 1238 et 1241, est un chevalier noble du royaume de Jérusalem. Il est le fils aîné de Gautier Brisebarre, seigneur de Césarée, et de son épouse Marguerite d'Ibelin. À la mort de son père le 24 juin 1229 à la bataille de Nicosie, il lui succède comme seigneur de Césarée.

## Guerre civile des Lombards
Jean était encore un page lors de la fête tenue à Limassol en 1228 par l'empereur Frédéric II lors de laquelle il exige que Jean d'Ibelin abandonne la régence du royaume de Chypre. Selon le chroniqueur Philippe de Novare, Jean conspire avec Anceau de Brie pour assassiner Frédéric à cette occasion, mais il en a été dissuadé par son oncle.
Pendant la guerre des Lombards qui s'en suit, entre le parti de l'empereur et celui de la famille d'Ibelin, le père de Jean meurt au combat à Nicosie le 24 juin 1229. Le jeune page hérite alors de la seigneurie de son père et de son rôle de meneur lors de cette guerre. Il est ainsi responsable de quelques troupes au siège de Saint-Hilarion. En 1230, les hommes placés sous son commandement tuent le bailli de l'empereur, Gavin de Chenichy. Après que les forces de Frédéric se soient emparées de Beyrouth, Jean se rend en Palestine pour aider son oncle à la reconquérir. Il contrôle alors de son plein droit ses terres, et peut ainsi en mettre en gage une partie afin de lever des fonds pour le conflit. Il conduit une armée d'Acre à Tyr, qu'il parvient à prendre, puis à Beyrouth.
En 1231, Balian Grenier, seigneur de Sidon et bailli du royaume de Jérusalem, déclare les fiefs de Jean perdus, mais ne parvient pas à mettre en œuvre la menace. Afin de faire face, Jean est encore en mesure de vendre le château de Cafarlet à l'ordre de l'Hôpital pour la somme de 16 000 besants, selon l'Estoire d'Eracles. Il a également dû vendre des terres qu'il possédait à Césarée elle-même, selon les Gestes des Chiprois. En avril 1232, Jean et son oncle prêtent leur garantie à une vente faite par son cousin, un autre Jean d'Ibelin.
En 1231, lorsque Richard Filangieri, choisi comme bailli de Jérusalem par l'empereur, arrive à la Haute cour à Acre, Jean mène l'opposition contre lui. Bien que Jean ne soit pas présent à la bataille de Casal-Imbert en 1232, il retourne peu après à Chypre où il dirige une bataille à la bataille d'Agridi le 15 juin. Alors que Jean d'Ibelin assiège Kyrenia, Jean de Césarée repart pour Acre, où il organise une commune pour s'opposer à l'empereur. Lorsqu'une assemblée de la Haute cour menace de se retourner violemment contre le représentant de Frédéric, l'évêque Radulf de Sidon, Jean intervient pour le sauver. Son oncle arrive alors à son tour à Acre où il est accepté comme chef de la commune avant de repartir promptement après avoir désigné Jean comme son lieutenant.

## Une importance croissante
L'importance grandissante de Jean au cours de ces années de guerre civile peut être évaluée à partir de la position à laquelle son nom figure parmi les témoins des nombreuses chartes chypriotes dans les années suivantes. En 1232, il est en deuxième position après Jean d'Ibelin parmi les témoins d'un traité du roi Henri Ier avec la république de Gênes. En octobre de la même année, il est de nouveau le deuxième des témoins séculiers après Eudes de Montbéliard, dans un accord entre Henri Ier et l'oncle par alliance de Jean, Eustorge de Montaigu, archevêque de Nicosie. En octobre 1233, il est présent devant un tribunal tenu par Eudes à Acre où il y signe en troisième place un accord entre la municipalité de Marseille et les ordres de l'Hôpital et du Temple, ainsi qu'en quatrième place dans un traité entre Jérusalem et Gênes. En décembre, à Nicosie, il souscrit à un autre traité avec Gênes, signant son nom après les rois et Jean d'Ibelin. Le même mois, il est le deuxième témoin sur deux subventions délivrées par le roi à l'archevêque Eustorge. En août 1234, il est le deuxième signataire d'une charte d'Henri faite à Nicosie.
En février 1236, le pape Grégoire IX écrit une lettre aux barons de Chypre et de Jérusalem les exhortant à faire la paix avec l'empereur et à lui proposer leurs propres termes. Jean en est l'un des seigneurs nommés par le pape. Cette année-là, les seigneurs de Césarée et de Beyrouth se joignent aux Hospitaliers pour assiéger sans succès la forteresse de Montferrand, où Jean d'Ibelin trouve la mort.

## Croisade finale
En 1238, Jean négocie avec le roi Thibaut Ier de Navarre lorsque celui-ci arrive en Palestine avec la croisade des barons. Il l'a probablement suivi dans sa campagne lors de laquelle il serait mort pendant une bataille, car c'est sa dernière apparition dans les archives contemporaines. Sur un acte du roi Henri en décembre 1239, où le nom de Jean aurait dû être présent, il est finalement absent. Il est également absent des actes des fils de Jean d'Ibelin : Balian d'Ibelin, seigneur de Beyrouth, et Jean d'Ibelin, seigneur d'Arsuf.
Philippe de Novare rapporte dans un passage de l'année 1241 que « la seigneur Hugues (d'Ibelin) et le jeune seigneur de Césarée avaient déjà passé de ce monde, ce qui causa une grande tristesse et une grande perte à tous leurs amis et aux deux royaumes ».
La mort de Jean doit avoir précédé l'assaut de Richard Filangieri sur Acre, qui a eu lieu alors que Jean d'Ibelin était à Arsuf, et après le départ de Thibaut Ier. Jean n'est pas présent lorsque la Haute cour élit un bailli pour le roi Conrad IV de Hohenstaufen lorsqu'il atteint sa majorité en 1243. Le seigneur de Césarée qui était alors présent était son successeur, Jean l'Aleman, époux de sa fille et héritière, Marguerite.

## Mariage et enfants
Il épouse Alix de Montaigu, dont les parents sont inconnus, mais qui est nièce d'Eustorge de Montaigu, archevêque de Nicosie, de Garin de Montaigu, grand maître de l'Hôpital et  de Pierre de Montaigu, grand maître du Temple, avec qui il cinq enfants :
- Marguerite Brisebarre, qui épouse Jean l'Aleman et qui succède à son père ;
- Alix Brisebarre, qui épouse Richard de Dampierre, fils d'Eudes Ier de Dampierre et de son épouse Héloïse de Lusignan ;
- Marie Brisebarre, citée dans les Lignages d'Outremer ;
- Isabelle Brisebarre, qui épouse Gautier de Dampierre, fils d'Eudes Ier de Dampierre et de son épouse Héloïse de Lusignan, d'où postérité ;
- Pierre Brisebarre, ou Peretin, cité dans les Lignages d'Outremer où il est indiqué qu'il est mort jeune.